# Creative Commons
A Creative Commons („kreatív közjavak”) egy nonprofit szervezet, melynek célja az olyan kreatív művek mennyiségének növelése, melyeket mások jogszerűen megoszthatnak egymással vagy felhasználhatnak a saját műveikhez. A szervezet fő tevékenysége a Creative Commons-licencek kiadása.

## Célja
A Creative Commons weblapja lehetővé teszi a szerzői jogi oltalom (copyright) alá eső művek tulajdonosainak, hogy az oltalom alatt álló jogok egy részét a közösségre hagyományozzák, míg más részét maguknak megtartsák. Mindezt változatos licenc- és szerződés-formákkal segítik, amelyek lehetővé teszik például a teljes közkinccsé nyilvánítást éppúgy, mint számos szabad licenc formát a nyílt tartalom biztosításához. A cél a jelenlegi szerzői jogi törvények problémáinak elkerülése, amelyek a tudás megosztását akadályozhatják, tekintve, hogy az innovációk és az új ötletek a már meglévőekre épülnek.

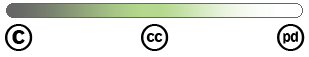
Minden jog fenntartva - néhány jog fenntartva - nincsen jog fenntartva

A Creative Commons a teljes jogi védettség – „minden jog fenntartva” – és a közkincs (köztulajdon) közötti széles skálán kíván létrehozni rugalmas és korszerű védelmet („néhány jog fenntartva”). A CC-licencek lehetővé teszik a szerzők számára, hogy szerzői jogaikat megtartsák, de ezzel egyidőben lehetőséget biztosítsanak – különböző korlátok között – a mű feldolgozására, terjesztésére.
A projekt számos szabad licencet kínál. A világhálón való publikálás elősegítése érdekében felkínálnak olyan RDF/XML metaformátumot is, ami pontosan leírja a mű licencfeltételeit, és így könnyíti a művek automatikus feldolgozását és a licencelt művek azonosítását. Felkínálnak továbbá egy „Alapítók Copyrightja” (Founders' Copyright) szerződést, amely az Egyesült Államok alkotmányát megszövegezők elveinek és eredeti céljainak megfelelő jogvédelmet biztosít. Az ez alatt közzétett mű 14 év után közkincs (public domain) lesz, hacsak a szerző újabb 14 évre nem hosszabbítja meg a licencet.

## Creative Commons-licencek
A Creative Commons licencei az alábbi jogokat biztosíthatják:
| Share | to Share | A mű szabadon másolható, terjeszthető, bemutatható és előadható. |
| Remix | to Remix | Származékos művek (feldolgozások) hozhatóak létre.               |

A Creative Commons licencei négy korlátozó feltétel különböző variációiból állnak össze. Ezek az alábbiak lehetnek:
| Attribution    | Attribution         | Nevezd meg!     | BY           | szabad licenc     | A szerző vagy a jogosult által meghatározott módon fel kell tüntetni a műhöz kapcsolódó információkat (pl. a szerző nevét vagy álnevét, a mű címét). |
| Share-alike    | Share Alike         | Így add tovább! | SA           | szabad licenc     | A mű a jelenlegivel megegyező, vagy azzal csereszabatos licenc alatt terjeszthető.                                                                   |
| Non-commercial | Non Commercial      | Ne add el!      | NC           | nem szabad licenc | A mű nem használható fel kereskedelmi célokra. |
| Non-derivative | No Derivative Works | Ne változtasd!  | ND, NoDerivs | nem szabad licenc | A mű nem módosítható és nem készíthető belőle átdolgozás, származékos mű.                                                                            |

E négy feltétel alapján állították össze a Creative Commons-licenceket.

### A legújabb licenccsalád
| Creative Commons 4.0 licencek nevei                                                                        | Jogok | Jogok | Korlátozások | Korlátozások   | Korlátozások   | Megfelelés a Szabad kulturális művek feltételeinek |
| --- | ----- | ----- | ------------ | -------------- | -------------- | -------------------------------------------------- |
| Attribution (CC-BY-4.0) Nevezd meg!                                                                        | Share | Remix | Attribution  |                |                | szabad licenc                                      |
| Attribution – No Derivative Works (CC-BY-ND-4.0) Nevezd meg!–Ne változtasd!                                | Share |       | Attribution  |                | Non-derivative | nem szabad licenc                                  |
| Attribution – Non Commercial – No Derivative Works (CC-BY-NC-ND-4.0) Nevezd meg!–Ne add el!–Ne változtasd! | Share |       | Attribution  | Non-commercial | Non-derivative | nem szabad licenc                                  |
| Attribution – Non Commercial (CC-BY-NC-4.0) Nevezd meg!–Ne add el!                                         | Share | Remix | Attribution  | Non-commercial |                | nem szabad licenc                                  |
| Attribution – Non Commercial – Share Alike (CC-BY-NC-SA-4.0) Nevezd meg!–Ne add el!–Így add tovább!        | Share | Remix | Attribution  | Non-commercial | Share-alike    | nem szabad licenc                                  |
| Attribution – Share Alike (CC-BY-SA-4.0) Nevezd meg!–Így add tovább!                                       | Share | Remix | Attribution  |                | Share-alike    | szabad licenc                                      |
| Public Domain (CC0) közkincs                                                                               | Share | Remix |              |                |                | szabad licenc                                      |

### Korábban használt licencek
Creative Commons 1.0 licencek:
- No Derivative Works
- No Derivative Works – Non Commercial
- Non Commercial
- Non Commercial – Share Alike
- Share Alike

Creative Commons 2.0, 2.5 és 3.0 licencek:
- Attribution (pl. CC-BY-3.0)
- Attribution – No Derivative Works (pl. CC-BY-ND-3.0)
- Attribution – Non Commercial – No Derivative Works (pl. CC-BY-NC-ND-3.0)
- Attribution – Non Commercial (pl. CC-BY-NC-3.0)
- Attribution – Non Commercial – Share Alike (pl. CC-BY-NC-SA-3.0)
- Attribution – Share Alike (pl. CC-BY-SA-3.0)

A Wikipédián ezek egy részét jelenleg is használjuk.

## Története
A Creative Commons hivatalosan 2001-ben indult. A kezdeményezés elindítója és a projekt jelenlegi vezetője Lawrence Lessig, a Stanford Jogi Egyetem jogprofesszora, aki a szervezetet azért indította, hogy ezzel is segítse azon célok elérését, melyet a híres Eldred kontra Ashcroft perben képviselt. Az eredeti Creative Commons licenckészletet a szervezet 2002. december 16-án tette közzé.
A licencek 4.0 jelölésű revíziója 2013. november 25.-én jelent meg. A 3.0 sorozathoz képest néhány fontos, de a feltételeket nem befolyásoló pontosításon és egyszerűsítésen túl tartalmaz számos jelentős újdonságot is; ilyenek a licenc olyan megfogalmazása, hogy az adoptálás nélkül megfeleljen nemzetközi szinten is, az adatbázisok védelmére vonatkozó sui generis jogok szabályozása, a szerző személyhez fűződő jogainak illetve a védjegyekkel kapcsolatos szabályozások pontosítása, a hivatkozások módjának a kialakult gyakorlathoz alakítása, a szerző kérése alapján nevének eltávolítása származékos művekről, a licencsértések rugalmasabb feloldása, az olvashatóság és a struktúra javítása.
A projekt elnyerte a Golden Nica díjat a 2004-es Prix Ars Electronica-n a „Hálózati jövőkép” kategóriában.

## Érvényességi területe
A Creative Commons-szal kapcsolatosan döntő, hogy sikerül-e integrálni az adott ország jogrendjébe.

Országok, amelyek jogi környezetébe illeszkedik a Creative Commons

A következő országokban van érvényben:
- Amerikai Egyesült Államok
- Ausztrália
- Ausztria
- Belgium
- Brazília
- Finnország
- Franciaország
- Hollandia
- Horvátország
- Japán
- Kanada
- Magyarország
- Németország
- Olaszország
- Spanyolország
- Tajvan